# 절망희
절망희(絶望希 [Riapsed Erised])는 대한민국의 팀 바실리스크가 제작한 비주얼 노벨 시리즈이다. 공기(구 Zad)의 세계관·시나리오를 기반으로 한 작품이다.

## 소개

### 절망희 전야 (前夜)(~Riapsed/Erised~)
절망희 시리즈의 첫 편이며 팀 바실리스크의 첫 비주얼 노벨작품이다. 또한 대한민국의 비주얼 노벨 엔진 바실리어트로 제작된 최초의 상용 비주얼 노벨이기도 하다.

### 절망희 전야 ~The Prologue~
미구매자들을 위해 절망희 전야를 UC노벨로 옮긴 작품. 팀 바실리스크가 절망희 전야의 공식 리메이크를 선언함에 따라 후편과 이어지는 이야기가 되었다.

### 절망희 1부 ~잃어버린 낙원~(Riapsed/Erised ~Lost Arcadia~)
절망희 시리즈의 두 번째 편. 시작 부분에 프롤로그 격으로 절망희 전야 ~The Prologue~ 의 내용이 그대로 탑재되어 있다. 초회한정판을 구매한 이들 사이에서 초회한정판의 가격(15,000원)과 일반판의 가격(10,000원)의 가격 차이에 대해 논란이 있다. 초회한정판에는 DVD 내에 첨부된 파일형의 특전(원본 스크립트, 이미지소스, 성우 관련 특전, 프로모션 영상)이 있고, 일반판에는 캐릭터 카드가 4종 포함된다.
2010년 9월 10일부터 축약판인 '절망희 1부 Retake ~Rondo of Marionette~'가 공개되었다.

### 절망희 2부 ~크로스 인카운터~(Riapsed∞Erised ~Cross Encounter~)
절망희 시리즈의 세 번째 편. 지금까지 발매 및 공개된 모든 절망희 편의 최종 후속작으로 알려져 있다. 전야에서 SCG가 없던 캐릭터인 레스터 등의 SCG가 등장한다. 절망희 시리즈의 전통대로 모든 캐릭터들이 새로 그려진다. 바실리어트의 개발이 중단됨에 따라 엔진이 네코노벨로 교체되었다.

## 역사
- 2006년 11월 20일 - 절망희 전야 발매.

500장만이 한정 제작되었다.
- 2006년 12월 - 절망희 1부 제작 개시.
- 2007년 5월 5일 - 절망희 전야 완매.
- 2008년 2월 22일 - 절망희 전야 ~The Prologue~ 공개.
- 2008년 9월 27일 - 절망희 1부 초회한정판 발매.
- 2009년 3월 25일 - 절망희 1부 초회한정판 완매.
- 2009년 8월 15일 - 절망희 1부 일반판 발매.
- 2010년 1월 14일 - 절망희 2부 1차 체험판 공개.
- 2010년 2월 11일 - 절망희 2부 공식 홈페이지 개장.
- 2010년 9월 10일 - 절망희 1부 Retake ~Rondo of Marionette~(上) 공개.
- 2010년 10월 1일 - 절망희 1부 Retake ~Rondo of Marionette~(下) 공개.
- 2010년 10월 19일 - 절망희 2부 2차 체험판 공개.
- 2012년 11월 18일 - 절망희 2부 발매.

## 이야기
절망과, 약간의 희망으로 포장된 이야기.
절망희(絶望希).
아니, 약간의 욕망으로 포장된 이야기.

## 같이 보기
- 팀 바실리스크
- 공기
- S.I.D-Sound
- 비주얼 노벨
- 바실리어트
- 네코노벨